# Werner Kubitzki
Werner Kubitzki (10. travnja 1915. – 12. listopada 1994.) je bivši njemački hokejaš na travi. Igrao je na mjestu napadača.
Osvojio je srebrno odličje na hokejaškom turniru na Olimpijskim igrama 1936. u Berlinu igrajući za Njemačku. Odigrao je jedan susret.

## Vanjske poveznice
- Profil na Database Olympics
- Profil na Sports-Reference.com  Arhivirana inačica izvorne stranice od 17. travnja 2020. (Wayback Machine)